# Туччи, Стэнли
Стэ́нли Ту́ччи (англ. Stanley Tucci; род. 11 ноября 1960) — американский актёр театра, кино, телевидения и озвучивания, кинорежиссёр, сценарист, продюсер и писатель. Известный как характерный актёр, он сыграл самых разных персонажей — от угрожающих до утончённых. За свою карьеру он заслужил множество наград, включая шесть премий «Эмми», две премии «Золотой глобус» и премию Гильдии киноактёров, а также номинацию на премию «Оскар», премию BAFTA и премию «Тони».
Увлекаясь актёрским мастерством с юных лет, он дебютировал в кино в фильме Джона Хьюстона «Честь семьи Прицци» (1985) и продолжал играть множество второстепенных ролей в таких фильмах, как «Дневные путешественники» (1996), «Разбирая Гарри» (1997), «Проклятый путь» (2002) и «Терминал» (2004). Он дебютировал в качестве режиссёра в культовой комедии «Большая ночь» (1996), в которой он также был соавтором сценария и сыграл главную роль. Стэнли Туччи также известен своим сотрудничеством с Мерил Стрип в таких фильмах, как «Дьявол носит Prada» (2006) и «Джули и Джулия: Готовим счастье по рецепту» (2009). Стэнли был номинирован на премию «Оскар» за лучшую мужскую роль второго плана за свою роль в фильме «Милые кости» (2009). Известные роли Стэнли Туччи в кино включают «Бурлеск» (2010), «Отличница легкого поведения» (2010), «Первый мститель» (2011), «Предел риска» (2011), серию фильмов «Голодные игры» (2012—2015), «В центре внимания» (2015), «Супернова» (2020) и «Сколько стоит жизнь?» (2021).
Стэнли Туччи также снялся в многочисленных телесериалах, таких, как юридическая драма «Одно убийство» (1995-96), медицинская драма «3 фунта» (2006), мини-сериал Райана Мерфи «Вражда» (2017) и драма «Лаймтаун» (2018). Он сыграл Стэнли Кубрика в фильме HBO «Жизнь и смерть Питера Селлерса» (2004). За роль Уолтера Уинчелла в фильме HBO «Крёстный отец эфира» (1998) он получил прайм-таймовую премию «Эмми» за выдающуюся главную мужскую роль в ограниченном сериале или фильме. С 2020 года Стэнли Туччи озвучивает Битси Брэнденхэм в мультсериале Apple TV+ «Центральный парк».
С 2021 года по 2022 год он был ведущим документального сериала CNN о еде и путешествиях «Стэнли Туччи: в поисках Италии», за который он получил две прайм-таймовые премии «Эмми» подряд за выдающийся документальный сериал. Он также был номинирован на премию «Тони» за лучшую мужскую роль в пьесе за роль в «Frankie and Johnny in the Clair de Lune» (2003) и премию «Грэмми» за фильм «Единственный и неповторимый Шрек!» вместе с Мерил Стрип.

## Ранняя жизнь
Стэнли родился 11 ноября 1960 года в Пикскилле, штат Нью-Йорк, и вырос в соседней Катоне, штат Нью-Йорк. Его родители, Джоан (урождённая Тропиано), секретарь и писательница, и Стэнли Туччи-старший, учитель рисования в Horace Greeley High School в Чаппакуа, штат Нью-Йорк, оба итальянского происхождения, имеют корни в городе Марци в Калабрии. Его прабабушка по материнской линии, Анджела Альбанезе, была родом из Калабрии, и её фамилия указывает на то, что она происходила из итальянских албанцев - арберешей. Стэнли - старший из троих детей, включая его сестру, актрису Кристин Туччи. Сценарист Джозеф Тропиано - двоюродный брат. В начале 1970-х годов семья Туччи год жила во Флоренции, Италия.
Он посещал John Jay High School, где играл в футбольной и бейсбольной командах, хотя его основной интерес лежал в школьном драматическом кружке, где он и его коллега-актёр и школьный друг Кэмпбелл Скотт, сын актёров Джорджа К. Скотта и Коллин Дьюхерст, давали хорошо принятые выступления на многих постановках драматического клуба Джона Джея. Затем Стэнли поступил в Государственный университет Нью-Йорка в Перчью, где специализировался на актёрском мастерстве и окончил его в 1982 году. Среди его одноклассников в SUNY Purchase был сокурсник по актёрскому мастерству Винг Рэймс. Именно Стэнли дал Рэймсу, урождённому Ирвингу, прозвище Винг, под которым он известен.

## Карьера
Туччи заинтересовался актёрским мастерством ещё в школе, и поступил в колледж искусств Нью-Йоркского университета SUNY Purchase. В 1982 году он получил степень бакалавра искусств, и в том же году дебютировал на Бродвее. С этого момента началась его актёрская карьера. Дебют Туччи в полнометражном кино состоялся в 1985 году: он исполнил небольшую роль в криминальной комедии Джона Хьюстона «Честь семьи Прицци». Главную роль в картине исполнял Джек Николсон.
Стэнли Туччи имеет два основных амплуа. Первое — роли циников или злодеев: убийцы-неудачника Муэрте в фильме 1993 года «Из жизни тайных агентов», где его партнёрами стали Кэтлин Тёрнер и Деннис Куэйд; убийцы в фильме 1993 года «Дело о пеликанах» с участием Джулии Робертс, а также убийцы-педофила в фильме «Милые кости». Второе — роли мудрых, добрых и ироничных друзей или советчиков при сильной женщине: Пол Чайлд, муж главной героини Джулии в фильме 2009 года «Джули и Джулия: Готовим счастье по рецепту», Дилл Пендергаст, отец главной героини Олив в фильме 2010 года «Отличница лёгкого поведения», Шон, костюмер и друг хозяйки клуба в фильме 2010 года «Бурлеск», «правая рука» главного редактора модного журнала Найджел в фильме «Дьявол носит Prada», муж судьи Высокого суда Англии Фионы Мэй в фильме «Удивительная миссис Мэй».
Туччи продюсировал фильм «Юный Мадж» (англ. The Mudge Boy, в российском прокате также известен как «Маменькин сынок») 2003 года. Его режиссёрским дебютом стал фильм 1996 года «Большая ночь». Спустя два года он выступил одновременно режиссёром и продюсером в кинокомедии «Самозванцы».
В 2007 году Туччи получил премию «Эмми» за свою роль в телесериале «Детектив Монк». До этого в 1999 году Стэнли Туччи награждался «Эмми» за свою роль в фильме «Крёстный отец эфира» (англ. Winchell). Ещё одну номинацию на «Эмми» Туччи принёс фильм 2001 года «Заговор», где он сыграл Адольфа Эйхмана.
За роль в фильме «Милые кости» он впервые был номинирован на «Оскар», «Золотой глобус», BAFTA, SAG и премию кинокритиков Broadcast.
В 2010 году дебютировал в качестве режиссёра на Бродвее, поставив возрождённый мюзикл Кена Людвига «Одолжите тенора». Мюзикл был номинирован на премию «Тони» в категории «Лучший возрождённый мюзикл».
В 2011 году актёр снялся в фильме «Первый мститель». Туччи исполнял роль Цезаря Фликермана во всех частях франшизы «Голодные игры». Между этим, в 2013 году его можно было увидеть в фэнтези «Джек — покоритель великанов», а в 2015 году — в оскароносной драме «В центре внимания». В 2017 году Туччи сыграл Мерлина в фантастическом боевике «Трансформеры: Последний рыцарь».
Осенью 2020 года состоялась мировая премьера фильма «Ведьмы» Роберта Земекиса, снятого при участии актёра, а также фильма «Супернова».
В 2021 году вышел экшн-боевик «Красотка на взводе» и фильм «King’s Man: Начало» при участии Туччи.

## Личная жизнь
С 1995 года Туччи был женат на социальной работнице Кэтрин Спат-Туччи (1962—2009), от которой у него есть трое детей. Они также воспитали двоих детей от её первого брака. Спат-Туччи умерла от рака в апреле 2009 года.
С 2012 года Туччи женат на литературном агенте Фелисити Блант. Туччи и Блант познакомились в 2010 году на свадьбе её сестры, актрисы Эмили Блант, с которой Туччи снимался в фильме «Дьявол носит Prada». У них есть двое детей. Они живут в Лондоне.

## Фильмография

### Актёр

#### Кино
| Год  | Название на русском                        | Оригинальное название                 | Роль                                       | Примечания             |
| ---- | ------------------------------------------ | ------------------------------------- | ------------------------------------------ | ---------------------- |
| 1985 | Честь семьи Прицци                         | Prizzi’s Honor                        | солдат                                     |                        |
| 1987 | Кто эта девчонка?                          | Who’s That Girl                       | второй рабочий в доке                      |                        |
| 1988 | Обезьяньи проделки                         | Monkey Shines: An Experiment In Fear  | доктор Джон Вайсман                        |                        |
| 1989 | Рабы Нью-Йорка                             | Slaves of New York                    | Дэррил                                     |                        |
| 1989 | Вражда                                     | The Feud                              | Харви Йелтон                               |                        |
| 1989 | Страх, тревога и депрессия                 | Fear, Anxiety & Depression            | Донни                                      |                        |
| 1990 | Быстрые перемены                           | Quick Change                          | Джонни                                     |                        |
| 1990 | Люди, достойные уважения                   | Men of Respect                        | Мэл                                        |                        |
| 1991 | Билли Батгейт                              | Billy Bathgate                        | Лаки Лучано                                |                        |
| 1992 | В супе                                     | In The Soup                           | Грегори                                    |                        |
| 1992 | Бетховен                                   | Beethoven                             | Вернон                                     |                        |
| 1992 | Прелюдия к поцелую                         | Prelude to a Kiss                     | Тейлор                                     |                        |
| 1992 | Пистолет в сумочке Бетти Лу                | The Gun in Betty Lou’s Handbag        | Эймос                                      | не указан в титрах     |
| 1992 | Фотограф                                   | The Public Eye                        | Сэл                                        |                        |
| 1993 | Из жизни тайных агентов                    | Undercover Blues                      | Муэрте                                     |                        |
| 1993 | Дело о пеликанах                           | The Pelican Brief                     | Хамел                                      |                        |
| 1994 | Миссис Паркер и порочный круг              | Mrs. Parker and the Vicious Circle    | Фред Хантер                                |                        |
| 1994 | Счастливый случай                          | It Could Happen To You                | Эдди Биаси                                 |                        |
| 1994 | Тот, кто влюблён                           | Somebody to Love                      | Джордж                                     |                        |
| 1995 | —                                          | Lulu Askew                            | Том                                        | короткометражный фильм |
| 1995 | Долг присяжного                            | Jury Duty                             | Фрэнк                                      |                        |
| 1995 | Поцелуй смерти                             | Kiss of Death                         | Фрэнк Зиоли                                |                        |
| 1995 | —                                          | Sex & the Other Man                   | Артур Уилкинс                              |                        |
| 1995 | —                                          | A Modern Affair                       | Питер Кесслер                              |                        |
| 1996 | Большая ночь                               | Big Night                             | Секондо                                    |                        |
| 1996 | Дневные путешественники                    | The Daytrippers                       | Луис Д’Амико                               |                        |
| 1997 | Разбирая Гарри                             | Deconstructing Harry                  | Пол Эпстайн                                |                        |
| 1997 | —                                          | Life During Wartime                   | Хайнрик Григорис                           |                        |
| 1997 | Жизнь хуже обычной                         | A Life Less Ordinary                  | Эллиот                                     |                        |
| 1997 | Восемнадцатый ангел                        | The Eighteenth Angel                  | Тодд Стэнтон                               |                        |
| 1998 | Монтана                                    | Montana                               | Николас «Ник» Рот                          |                        |
| 1998 | Самозванцы                                 | The Impostors                         | Артур                                      |                        |
| 1999 | Сон в летнюю ночь                          | A Midsummer Night’s Dream             | Пак                                        |                        |
| 1999 | На дне бездны                              | In Too Deep                           | Престон Д’Амброзио                         |                        |
| 2000 | Секрет Джо Гулда                           | Joe Gould’s Secret                    | Джо Митчелл                                |                        |
| 2001 | Тротуары Нью-Йорка                         | Sidewalks of New York                 | Гриффин                                    |                        |
| 2001 | Любимцы Америки                            | America’s Sweethearts                 | Дэйв Кингман                               |                        |
| 2001 | Семейное дело                              | The Whole Shebang                     | Джованни Базинни                           |                        |
| 2002 | Большие неприятности                       | Big Trouble                           | Артур Херк                                 |                        |
| 2002 | Проклятый путь                             | Road to Perdition                     | Фрэнк Нитти                                |                        |
| 2002 | Госпожа горничная                          | Maid in Manhattan                     | Джерри Сигал                               |                        |
| 2003 | Земное ядро: Бросок в преисподнюю          | The Core                              | Конрад Зимски                              |                        |
| 2003 | Вихрь                                      | Spin                                  | Фрэнк Хэйли                                |                        |
| 2004 | Жизнь и смерть Питера Селлерса             | The Life and Death of Peter Sellers   | Стэнли Кубрик                              |                        |
| 2004 | Терминал                                   | Terminal                              | Фрэнк Диксон                               |                        |
| 2004 | Давайте потанцуем                          | Shall We Dance                        | Линк                                       |                        |
| 2005 | Роботы                                     | Robots                                | Хёрб Нержавейкин                           | мультфильм; озвучка    |
| 2006 | Счастливое число Слевина                   | Lucky Number Slevin                   | детектив Бриковски                         |                        |
| 2006 | Дьявол носит Prada                         | The Devil Wears Prada                 | Найджел                                    |                        |
| 2006 | Мистификация                               | The Hoax                              | Шелтон Фишер                               |                        |
| 2007 | Четыре последние песни                     | Four Last Songs                       | Ларри                                      |                        |
| 2007 | Свидание вслепую                           | Blind Date                            | Дон                                        |                        |
| 2008 | Однажды в Голливуде                        | What Just Happened?                   | Скотт Соломон                              |                        |
| 2008 | На трезвую голову                          | Swing Vote                            | Мартин Фокс                                |                        |
| 2008 | Кит Киттредж: Загадка американской девочки | Kit Kittredge: An American Girl       | Джеферсон Берк                             |                        |
| 2008 | Мартышки в космосе                         | Space chimps                          | сенатор                                    | мультфильм; озвучка    |
| 2008 | Приключения Десперо                        | The Tale of Despereaux                | Болдо                                      | мультфильм; озвучка    |
| 2009 | Джули и Джулия: Готовим счастье по рецепту | Julie & Julia                         | Пол Чайлд                                  |                        |
| 2009 | Милые кости                                | The Lovely Bones                      | Джордж Харви                               |                        |
| 2010 | Отличница лёгкого поведения                | Easy A                                | Дилл                                       |                        |
| 2010 | Бурлеск                                    | Burlesque                             | Шон                                        |                        |
| 2011 | Борьба за ваше право                       | Fight for Your Right Revisited        | отец                                       | короткометражный фильм |
| 2011 | Предел риска                               | Margin Call                           | Эрик Дейл                                  |                        |
| 2011 | Первый мститель                            | Captain America: The First Avenger    | доктор Абрахам Эрскин                      |                        |
| 2012 | Голодные игры                              | The Hunger Games                      | Цезарь Фликерман                           |                        |
| 2012 | Грязные игры                               | The Company You Keep                  | Рэй Фуллер                                 |                        |
| 2012 | Гамбит                                     | Gambit                                | Зэйденвебер                                |                        |
| 2013 | Джек — покоритель великанов                | Jack the Giant Killer                 | Родерик                                    |                        |
| 2013 | Бархатное утро                             | Some Velvet Morning                   | Фред                                       |                        |
| 2013 | Перси Джексон и Море чудовищ               | Percy Jackson: Sea of Monsters        | мистер Д.                                  |                        |
| 2013 | Пятая власть                               | The Fifth Estate                      | Джеймс Босуэлл                             |                        |
| 2013 | Голодные игры: И вспыхнет пламя            | The Hunger Games: Catching Fire       | Цезарь Фликерман                           |                        |
| 2014 | Приключения мистера Пибоди и Шермана       | Mr. Peabody and Sherman               | Леонардо да Винчи                          | мультфильм; озвучка    |
| 2014 | Маппеты 2                                  | Muppets Most Wanted                   | Айвен                                      |                        |
| 2014 | Трансформеры: Эпоха истребления            | Transformers: Age of Extinction       | Джошуа Джойс                               |                        |
| 2014 | Версальский роман                          | A Little Chaos                        | Филипп, герцог Орлеанский                  |                        |
| 2014 | Голодные игры: Сойка-пересмешница. Часть 1 | The Hunger Games: Mockingjay — Part 1 | Цезарь Фликерман                           |                        |
| 2015 | Шальная карта                              | Wild Card                             | малыш                                      |                        |
| 2015 | Суперстюард                                | Larry Gaye                            | исполнительный директор                    |                        |
| 2015 | В центре внимания                          | Spotlight                             | Митчелл Гарабедян                          |                        |
| 2015 | Голодные игры: Сойка-пересмешница. Часть 2 | The Hunger Games: Mockingjay — Part 2 | Цезарь Фликерман                           |                        |
| 2017 | Красавица и чудовище                       | Beauty and the Beast                  | маэстро Каденза                            |                        |
| 2017 | Трансформеры: Последний рыцарь             | Transformers: The Last Knight         | Мерлин                                     |                        |
| 2017 | Удивительная миссис Мэй                    | The Children Act                      | Джек Мэй                                   |                        |
| 2017 | Подчинение                                 | Submission                            | Тед Свенсон                                |                        |
| 2018 | Псы под прикрытием                         | Show Dogs                             | Филлипп                                    | мультфильм; озвучка    |
| 2018 | Пациент Зеро                               | Patient Zero                          | профессор                                  |                        |
| 2018 | Частная война                              | A Private War                         | Тони Шоу                                   |                        |
| 2018 | Игра Ганнибала                             | Nomis                                 | комиссар Харпер                            |                        |
| 2019 | Молчание                                   | The Silence                           | Хью Эндрюс                                 |                        |
| 2020 | Сколько стоит жизнь?                       | What Is Life Worth                    | Чарльз Вулф                                |                        |
| 2020 | Ведьмы                                     | The Witches                           | мистер Стрингер                            |                        |
| 2020 | Супернова                                  | Supernova                             | Таскер                                     |                        |
| 2021 | Красотка на взводе                         | Jolt                                  | доктор Иван Манчин                         |                        |
| 2021 | King’s Man: Начало                         | The King’s Man                        | Посол Соединённых Штатов Америки / Бедивер |                        |
| 2022 | Уитни Хьюстон. Потанцуйте со мной          | I Wanna Dance with Somebody           | Клайв Дэвис                                |                        |
| 2024 | Конклав                                    | Conclave                              | кардинал Альдо Беллини                     |                        |
| 2025 | Электрический штат                         | The Electric State                    | Итан Скейт                                 |                        |
| 2025 | Источник вечной молодости                  | Fountain of Youth                     |                                            |                        |
| 2026 | Дьявол носит Prada 2                       | The Devil Wears Prada 2               | Найджел Киплинг                            |                        |
| TBA  |                                            | What Is Life Worth                    | Чарльз Вулф                                |                        |
| TBA  | The Man Who Saved Paris                    |                                       |                                            |                        |

#### Телевидение
| Год       | Название на русском          | Оригинальное название                               | Роль                                         | Примечания                                                                  |
| --------- | ---------------------------- | --------------------------------------------------- | -------------------------------------------- | --------------------------------------------------------------------------- |
| 1986—1988 | Полиция Майами. Отдел нравов | Miami Vice                                          | Фрэнк Моска / Стивен Демарко                 | телесериал; 3 эпизода                                                       |
| 1987      | Криминальные истории         | Crime Story                                         | Зак Лоумен                                   | эпизод: The Battle of Las Vegas                                             |
| 1987      | —                            | Kojak: The Price of Justice                         | первый жилец                                 | телефильм                                                                   |
| 1988      | Уравнитель                   | Equalizer                                           | Филлип Уингейт                               | эпизод: The Last Campaign                                                   |
| 1988      | Улица                        | The Street                                          | Артур Сколари                                | эпизод: They Drink Human Milk                                               |
| 1988—1989 | Умник                        | Wiseguy                                             | Рик Пинзоло                                  | телесериал; 5 эпизодов                                                      |
| 1989—1990 | Тридцать-с-чем-то            | Thirtysomething                                     | Карл Драконис                                | телесериал; 2 эпизода                                                       |
| 1990      | —                            | Revealing Evidence: Stalking the Honolulu Strangler | детектив Патрик Макгуайр                     | телефильм                                                                   |
| 1990      | —                            | Lifestories                                         | Арт Конфорти                                 | эпизод: Art Conforti                                                        |
| 1991      | Закон для всех               | Equal Justice                                       | детектив Фрэнк Мирелли                       | телесериал; 3 эпизода                                                       |
| 1995      | Одно убийство                | Murder One                                          | Ричард Кросс                                 | телесериал; основная роль                                                   |
| 1998      | Крёстный отец эфира          | Winchell                                            | Уолтер Уинчелл                               | телефильм                                                                   |
| 2000      | Булл                         | Bull                                                | Хантер Ласки                                 | телесериал; 5 эпизодов                                                      |
| 2001      | Американское приключение     | American Experience                                 | Сэмюел Лейбовиц                              | документальный телесериал; эпизод: Scottsboro: An American Tragedy; озвучка |
| 2001      | Заговор                      | Conspiracy                                          | Адольф Эйхман                                | телефильм                                                                   |
| 2002—2017 | Американские мастера         | American Masters                                    | рассказчик                                   | документальный телесериал; 2 эпизода; озвучка                               |
| 2003      | —                            | Freedom: A History of Us                            | разные персонажи                             | документальный телесериал; 7 эпизодов; озвучка                              |
| 2004      | Фрейзер                      | Frasier                                             | Морри                                        | эпизод: Frasier-Lite                                                        |
| 2006      | Детектив Монк                | Monk                                                | Дэвид Раскин                                 | эпизод: Mr. Monk and the Actor                                              |
| 2006      | 3 фунта                      | 3 lbs                                               | доктор Дуглас Хэнсон                         | телесериал; основная роль                                                   |
| 2007—2008 | Скорая помощь                | ER                                                  | доктор Кевин Моретти                         | телесериал; 10 эпизодов                                                     |
| 2012      | Студия 30                    | 30 Rock                                             | Генри Уоррен                                 | эпизод: Alexis Goodlooking and the Case of the Missing Whisky               |
| 2012      | Робоцып                      | Robot Chicken                                       | богатый дядюшка Пеннибэг / член партии       | мультсериал; эпизод: Butchered in Burbank; озвучка                          |
| 2014      | Американский папаша!         | American Dad!                                       | Лоренцо                                      | мультсериал; эпизод: Permanent Record Wrecker; озвучка                      |
| 2014—2020 | Конь БоДжек                  | BoJack Horseman                                     | Херб Каззаз / мистер Либераторе              | мультсериал; 12 эпизодов                                                    |
| 2015      | Фортитьюд                    | Fortitude                                           | детектив Юджин Мортон                        | телесериал; основная роль                                                   |
| 2015      | —                            | Metropolis                                          | рассказчик                                   | телесериал; 6 эпизодов                                                      |
| 2015      | Питер и Венди                | Peter and Wendy                                     | капитан Крюк / мистер Дарлинг / доктор Уайли | телефильм                                                                   |
| 2017      | Вражда                       | Feud                                                | Джек Л. Уорнер                               | телесериал; основная роль                                                   |
| 2019      | Лаймтаун                     | Limetown                                            | Эмиль Хэддок                                 | телесериал; основная роль                                                   |
| 2020      | Центральный парк             | Central Park                                        | Битси Бранденхем                             | мультсериал; основная роль; озвучка                                         |
| 2021      | Что если…?                   | What If…?                                           | доктор Абрахам Эрскин                        | мультсериал; озвучка                                                        |
| 2023      | Цитадель                     | Citadel                                             | Бернард Орлик                                | телесериал; основная роль                                                   |

### Режиссёр, сценарист, продюсер
| Год       | Название                                                 | Оригинальное название           | Режиссёр   | Сценарист  | Продюсер    | Примечания                |
| --------- | -------------------------------------------------------- | ------------------------------- | ---------- | ---------- | ----------- | ------------------------- |
| 1996      | Большая ночь                                             | Big Night                       | Да         | Да         | Да          |                           |
| 1998      | Самозванцы                                               | The Impostors                   | Да         | Да         | Да          |                           |
| 2000      | Секрет Джо Гулда                                         | Joe Gould’s Secret              | Да         |            | Да          |                           |
| 2003      | Маменькин сынок                                          | The Mudge Boy                   |            |            | Да          |                           |
| 2006      | 3 фунта                                                  | 3 lbs                           |            |            | Да (5 эп.)  | телесериал                |
| 2007      | Свидание вслепую                                         | Blind Date                      | Да         | Да         |             |                           |
| 2009      | Святой Джон из Лас-Вегаса                                | Saint John of Las Vegas         |            |            | Да          |                           |
| 2011      | —                                                        | Vine Talk                       |            |            | Да (1 эп.)  | телесериал                |
| 2013      | —                                                        | Medora                          |            |            | Да          | документальный фильм      |
| 2013—2014 | Независимая линза                                        | Independent Lens                | Да (1 эп.) | Да (1 эп.) | Да (2 эп.)  | документальный телесериал |
| 2014      | Хорошая работа: Истории Пожарного департамента Нью-Йорка | A Good Job: Stories of the FDNY |            |            | Да          | документальный телефильм  |
| 2014—2015 | —                                                        | Park Bench with Steve Buscemi   |            |            | Да (25 эп.) | телесериал                |
| 2017      | Последний портрет                                        | Final Portrait                  | Да         | Да         |             |                           |

## Награды и номинации
| Награда                        | Год  | Категория                                                                    | Название работы     | Результат |
| ------------------------------ | ---- | ---------------------------------------------------------------------------- | ------------------- | --------- |
| Оскар                          | 2010 | Лучшая мужская роль второго плана                                            | Милые кости         | Номинация |
| Золотой глобус                 | 1991 | Лучшая мужская роль в мини-сериале или телефильме                            | Крёстный отец эфира | Победа    |
| Золотой глобус                 | 2002 | Лучшая мужская роль второго плана в мини-сериале, телесериале или телефильме | Заговор             | Победа    |
| Золотой глобус                 | 2010 | Лучшая мужская роль второго плана в кинофильме                               | Милые кости         | Номинация |
| Эмми                           | 1996 | Лучшая мужская роль второго плана в драматическом телесериале                | Одно убийство       | Номинация |
| Эмми                           | 1999 | Лучшая мужская роль в мини-сериале или телефильме                            | Крёстный отец эфира | Победа    |
| Эмми                           | 2001 | Лучшая мужская роль второго плана в мини-сериале или телефильме              | Заговор             | Номинация |
| Эмми                           | 2007 | Лучший приглашённый актёр в комедийном телесериале                           | Детектив Монк       | Победа    |
| Эмми                           | 2008 | Лучший приглашённый актёр в драматическом телесериале                        | Скорая помощь       | Номинация |
| Эмми                           | 2017 | Лучшая мужская роль второго плана в мини-сериале или телефильме              | Вражда              | Номинация |
| BAFTA                          | 2010 | Лучшая мужская роль второго плана                                            | Милые кости         | Номинация |
| Независимый дух                | 1997 | Лучшая мужская роль                                                          | Большая ночь        | Номинация |
| Независимый дух                | 1997 | Лучший дебютный фильм                                                        | Большая ночь        | Номинация |
| Независимый дух                | 1997 | Лучший дебютный сценарий                                                     | Большая ночь        | Победа    |
| Независимый дух                | 2012 | Приз Роберта Олтмена                                                         | Предел риска        | Победа    |
| Независимый дух                | 2016 | Приз Роберта Олтмена                                                         | В центре внимания   | Победа    |
| Премия Гильдии киноактёров США | 1999 | Лучшая мужская роль в телефильме или мини-сериале                            | Крёстный отец эфира | Номинация |
| Премия Гильдии киноактёров США | 2010 | Лучшая мужская роль второго плана                                            | Милые кости         | Номинация |
| Премия Гильдии киноактёров США | 2016 | Лучший актёрский состав в игровом кино                                       | В центре внимания   | Номинация |
| Спутник                        | 1997 | Лучшая мужская роль в кинофильме                                             | Большая ночь        | Номинация |
| Спутник                        | 1997 | Лучшая мужская роль второго плана в мини-сериале, телесериале или телефильме | Одно убийство       | Победа    |
| Спутник                        | 2002 | Лучшая мужская роль второго плана в мини-сериале, телесериале или телефильме | Заговор             | Номинация |
| Спутник                        | 2018 | Лучшая мужская роль второго плана в мини-сериале, телесериале или телефильме | Вражда              | Номинация |
| Сатурн                         | 2010 | Лучшая мужская роль второго плана                                            | Милые кости         | Номинация |
| Сатурн                         | 2012 | Лучшая мужская роль второго плана                                            | Первый мститель     | Номинация |